# Protogrammus sousai
Protogrammus sousai es una especie de peces de la familia Callionymidae en el orden de los Perciformes.

## Morfología
• Los machos pueden llegar alcanzar los 8 cm de longitud total.

## Hábitat
Es un pez de mar y de aguas profundas que vive  entre 310-320 m  de profundidad.

## Distribución geográfica
Se encuentra en el  Atlántico oriental. 

## Observaciones
Es inofensivo para los humanos